# Hoftag

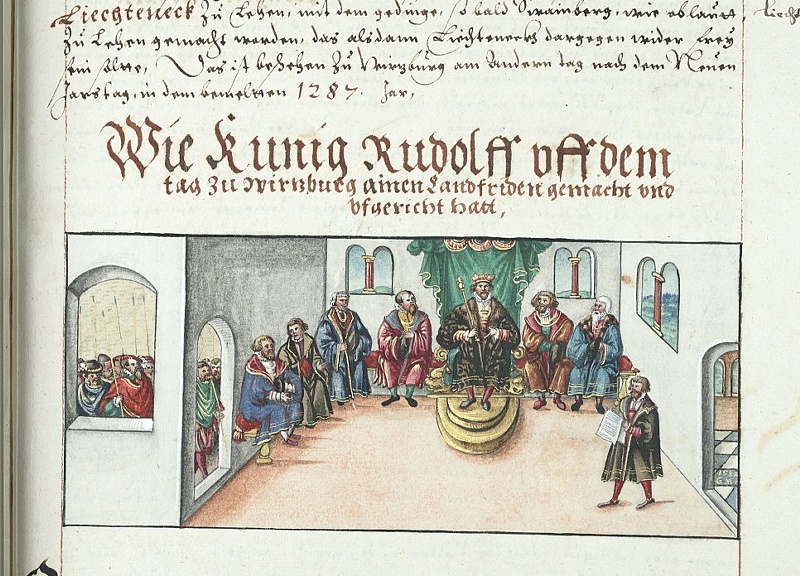
Raffigurazione di un Hoftag dalla cronaca dei vescovi di Würzbürg, non contemporanea

Un Hoftag (al plurale Hoftage) era il nome dato a un'assemblea informale e irregolare convocata dal re dei Romani, dal Sacro Romano Imperatore o da uno dei principi dell'Impero, con principi selezionati all'interno dell'impero. Ciò si riferisce anche agli incontri come Diete imperiali (Reichstage), anche se questi incontri non riguardavano davvero l'impero in generale, ma le questioni riguardanti i loro singoli sovrani. In effetti, l'istituzione in forma legale della dieta imperiale apparve molto più tardi.
Dall'obbligo feudale dei principi principali di stare al fianco del re con consigli e azioni, derivò nel Pieno Medioevo il dovere di apparire di persona, su richiesta del re, alle assemblee reali per consigliare e partecipare al processo decisionale. Questo era il cosiddetto "dovere di presenza giudiziaria" (Hoffahrtspflicht). Alle assemblee stesse furono dati vari nomi nelle diverse fonti, come parlamentum, conventus, colloqium, curia o curia regis. Tutti questi termini potevano essere qualificati con aggettivi come solemnis ("cerimoniale") o magnus ("grande") al fine di chiarire la loro natura. L'Hoftag differiva dalle solite riunioni di consiglio della corte reale essenzialmente solo nella partecipazione aggiuntiva di invitati: questi potevano essere principi, membri della nobiltà, prelati o rappresentanti di potenze straniere. A partire dal XIII secolo, anche i rappresentanti delle città libere dell'impero furono invitati all'Hoftag. Le assemblee furono organizzate sulla falsariga di una riunione della corte reale (Hofhaltung) e si concentravano sul re.
Quando il re teneva tali assemblee, poteva invitare chiunque, a sua discrezione: è quindi difficile fare una distinzione netta tra il consiglio dato dai principi e il loro consenso legale a una decisione. Tuttavia fu dal loro obbligo di avvisare il re che presto emerse il diritto di consultare i principi su questioni importanti riguardanti l'impero, come la decisione di intraprendere una campagna militare imperiale. Nonostante questo apparente contrattualismo, in realtà la materia su cui il re voleva essere consigliato e ciò che voleva approvare dai principi erano scelti a discrezione del re, quindi l'Hoftag non può certamente essere visto come un esercizio istituzionalmente congiunto del potere da parte dei principi. 

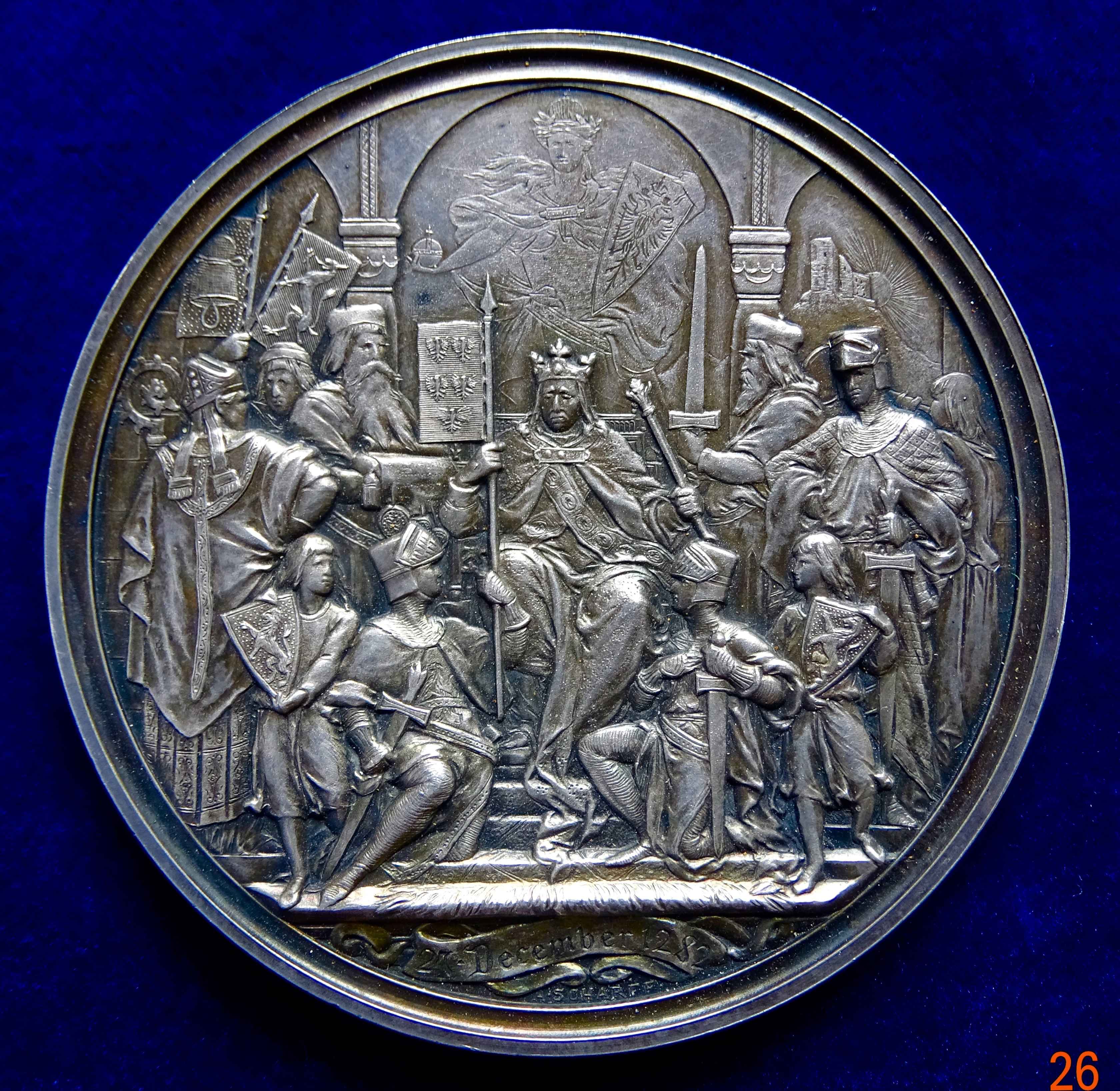
Augusta 1282: Hoftag del re Rodolfo I d'Asburgo. Medaglia d'argento di Anton Scharff, dritto. 600º anniversario della monarchia asburgica, 1882.

I documenti medioevali, contenenti importanti decisioni politiche o ordini riguardanti le proprietà imperiali, sottolineano che le decisioni erano state prese con il "consiglio" e il "consenso" dei principi. Entrambi i termini sono usati in tali documenti come sinonimi dal punto di vista legale. Quei principi che non furono invitati o che si trovavano in opposizione al re, tuttavia, non si sentirono vincolati dalle decisioni dell'Hoftag.
In seguito al Grande Interregno del XIII secolo l'importanza dei principi dell'impero aumentò, poiché divenne necessaria la loro accettazione formale ai decreti reali sulle questioni imperiali, attraverso le cosiddette "lettere di consenso" (in tedesco Willebriefe). Ma anche in questo caso, nessun obbligo è percepibile da parte del re nel chiedere tali lettere nei suoi regolamenti.
Sulla scia del declino del regno nei rispettivi stati allodiali alla fine del XIV secolo e della debolezza generale al tempo dei cosiddetti re-conti (Grafenkönige), le "assemblee senza re" (Königlose Tage) acquisirono un'importanza crescente. In queste riunioni, i principi più potenti dell'impero, su tutti i principi elettori, tenevano dei propri consigli: solo di rado queste venivano chiamate Hoftage. Da queste assemblee senza re emerse l'istituzione legale della dieta imperiale alla fine del XV secolo.